# Румянцев, Сергей Владимирович
Сергей Владимирович Румянцев (30 июня 1903, Санкт-Петербург — 18 июля 1977, Ленинград) — протоиерей Русской православной церкви, многолетний настоятель Преображенского Собора в Ленинграде. В 1920-е — 1940-е годы — участник обновленческого раскола.

## Биография
Родился 30 июня 1903 года в Санкт-Петербурге в семье протоиерея Владимира Александровича Румянцева.
В 1921 года окончил Петроградское реальное училище. В 1924 году окончил педагогическое отделение факультета общественных наук Ленинградского государственного университета, но государственный экзамен не сдавал. В том же году года направлен на педагогическую работу в посёлок Падинэ Карельской АССР. От назначения отказался.
С 1924 года — в обновленческом расколе. По данным Анатолия Краснова-Левитина, «стал обновленцем по глубокому внутреннему убеждению».
8 октября 1924 года поступил на общественно-педагогическое отделение факультета общественных наук Ленинградского государственного университета. Окончил Ленинградский университет по историко-филологическому факультету. Женат.
13 апреля 1925 года рукоположён в сан священника и назначен к Вознесенской церкви при Адмиралтейских слободах города Ленинграда.
В 1926 года окончил Ленинградский высший богословский институт со степенью кандидата богословия. Возведён в сан протоиерея.
В августе 1933 года был назначен настоятелем Космо-Дамиановской церкви в Ленинграде. В ноябре 1933 года переведён настоятелем Пантелеимоновской церкви Ленинграда.
17 января 1934 года был арестован. 27 февраля 1934 года постановлением Тройки при ПП ОГПУ в Ленинградском военном округе дело прекращено за отсутствием состава преступления. Освобожден 26 марта того же года. Снова арестован 23 апреля 1934 по так называемому «Делу Захарие-Елизаветинского братства». 23 мая 1934 года постановлением Тройки при ПП ОГПУ в Ленинградском военном округе приговорен к 3 годам концлагеря. Этапирован в Дмитлаг (Московская область). 3 мая 1936 года за ударный труд был освобожден досрочно.
В августе 1937 года назначен наместником Спасо-Успенского (Сенновского) кафедрального собора Ленинграда. При закрытии собора в апреле 1938 года уволен за штат.
В 1939—1943 годы — староста «патриарших» храмов Ленинграда: в 1939—1942 — Иовской церкви Волковского кладбища, с 15 июля 1942 года — Никольского кафедрального собора, с января 1943 года — Князь-Владимирского собора .
В феврале 1943 года двадцатка обновленческого Преображенского собора Ленинграда — единственного действующего к тому времени обновленческого храма блокированного города — пригласила его на вакансию второго священника собора. Зарегистрирован 3 марта 1943 года; в апреле 1943 года возведён в сан протопресвитера.
18 апреля 1943 года (в Вербное воскресенье) в Москве, в Воскресенском храме в Сокольниках, состоялась его хиротония в брачном состоянии во епископа Ладожского, викария и временного управляющего Ленинградской обновленческой епархией. Чин хиротонии совершали: архиепископ Звенигородский Андрей (Расторгуев) и епископ Ташкентский и Самаркандский Сергий (Ларин). Эта епископская хиротония оказалась последней в истории обновленчества. Кафедральным собором епископа Сергия стал Спасо-Преображенский собор Ленинграда: первую архиерейскую литургию в нём он совершил 22 апреля 1943 года.
Анатолий Краснов-Левитин назвал его «самым чистым и порядочным из обновленческого епископата» того периода и свидетельствовал, что Румянцев пользовался уважением со стороны верующих ленинградцев.
В начале мая того же года обновленческий первоиерарх Александр Введенский разослал архиереям телеграмму: «В воскресенье 9/V предлагаю отпраздновать двадцатилетний юбилей Собора 1923 г. После литургии отслужите благодарственный молебен и передайте мое первосвятительское благословение духовенству и мирянам, дабы вся церковная жизнь епархии точно и неизменно основывалась на принципах великого Собора 1923 года. Надо всегда помнить, что мы, православные обновленцы, твердо сознаем свое обновленческое достоинство». Епископ Ладожский Сергий в архипастырском слове после молебна заявил: «Сейчас, в дни войны, путь церковно-общественной жизни, принятый Собором 1923 года, оправдался в полной мере».
21 мая того же года обратился с посланием, опубликованном в «Ленинградской правде», к 1-му секретарю Ленинградского обкома ВКП(б) А. А. Жданову: «По настоящий момент мы, ленинградские православные обновленцы, собрали и внесли в фонд обороны 820 000 рублей и с неослабевающей энергией и любовью продолжаем сбор средств. Молю Господа, да подаст он Вам, вождь трудящихся города Ленинграда, дорогой Родине и героической Красной Армии скорейшую, полную победу над врагом». 11 октября 1943 года был награждён правительственной наградой — медалью «За оборону Ленинграда». В наградной характеристике епископа Сергия Румянцева от 22 ноября 1943 года говорилось: «Принимал активное участие среди верующих обновленческой ориентации в сборе средств в фонд обороны государства. Собрано и внесено на оборону около полутора миллионов рублей».
В июне 1944 года, через полгода после того, как всё обновленческое духовенство Ленинграда воссоединилось с Московской патриархией, подал прошение на имя митрополита Ленинградского Алексия (Симанского) о принятии в клир Русской православной церкви. Однако к нему, как к обновленческому епископу, подошли особенно требовательно. Священный Синод, «принимая во внимание крайний соблазн, посеянный среди духовенства и верующих Ленинграда принятием обновленческого епископского посвящения Румянцевым, служившим до последнего времени председателем православных „двадцаток“ в ряде храмов Ленинграда», поручил принять его «через публичное покаяние по установленному для приёма обновленческих епископов чину… как мирянина».
24 июля 1944 года в Николо-Богоявленском соборе Ленинграда при участии временно управляющего Ленинградской епархией архиепископа Псковского и Порховского Григория (Чукова), протоиереев Павла Тарасова, Николая Ломакина и Филофея Полякова, а также председателя двадцатки собора Н. Д. Успенского состоялось публичное покаяние Румянцева. В тексте покаяния были и такие строки: «Здание обновленчества было построено на песке. Не желая быть ослушником воли Божией и находиться вне Православной Церкви, я решил бесповоротно уйти из обновленческой организации и, принося искреннее раскаяние за свою работу в ней, прошу приять меня в общение в том состоянии, в котором найдет возможность это сделать Священный Синод». Был принят как мирянин.
Несмотря на столь жёсткие условия приёма в Патриаршую Церковь, остался убеждённым обновленцем, о чём свидетельствуют составленные им в 1949 году биографии обновленческих архиереев, текст которых свидетельствует об убеждённости автора в социальной и религиозной правоте обновленчества. Автор не скрывает своего неприятия Всероссийского поместного собра 1917—1918 годов и лично Патриарха Тихона, зато с особой любовью пишет про обновленческого первоиерарха Александра Введенского.
30 сентября 1944 года удостоен законного рукоположения в сан священника, став настоятелем Троицкой церкви в Лесном.
10 декабря 1945 назначен настоятелем Спасо-Преображенского собора с возведением в сан протоиерея. Оставался настоятелем этого храма до 1973 года.
С 1945 года преподавал на Ленинградских Богословско-пастырских курсах, преобразованный в 1946 году в Ленинградскую духовную академию. 4 сентября 1946 года был возведён в сан протоиерея.
C 7 апреля 1953 по 11 июня 1964 года — секретарь Ленинградского митрополита.
Был участником Поместного собора Русской православной церкви 1971 года, где отстаивал навязанную Церкви властью приходскую реформу 1961 года:

Приходы это часть тела церковного. Хозяйственная их жизнь до 1961 года была в непорядке, а постановления этого года создали устойчивое положение. "Поэтому нужно подойти к этому вопросу с церковно-научной стороны и сошлюсь на два авторитета. Первый, это Болотов. Именно он говорил, что церковная реформа, отвечающая потребностям Церкви и оправдавшаяся в своих результатах, тем самым истинно канонична. А второй авторитет это Павел Городцев в 1911 г. писал, что для возрождения приходской жизни нужно освободить духовенство от хозяйственных забот и передать эти вопросы мирянам. Жизнь нашей Ленинградской епархии свидетельствует о благих результатах реформы. Храмы в полном порядке, церковь живёт совершенно свободно и полнокровно и мы поддерживаем всю деятельность руководства Патриархии.
27 февраля 1973 года награждён орденом святого равноапостольного великого князя Владимира II степени. 4 марта 1973 году уволен за штат.
Скончался 18 июля 1977 года. 22 июля того же года в Спасо-Преображенском соборе Ленинграда епископ Тихвинский Мелитон (Соловьёв) возглавил его отпевание в сослужении благочинного храмов Ленинграда протоиерея Иакова Ильича, соборного причта, бывших сослуживцев и многих других клириков, знавших протоиерея Сергия. Епископ Мелитон сказал теплое слово о почившем. Воспоминаниями об усопшем поделился протоиерей Михаил Нерода, служивший с протоиереем Сергием в Спасо-Преображенском соборе. После отпевания гроб с телом усопшего при пении ирмосов «Помощник и Покровитель» был обнесён духовенством, в сопровождении епископа Мелитона, вокруг собора. Похоронен отец Сергий на Большеохтинском кладбище Ленинграда рядом с могилами его родителей — протоиерея Владимира и Зои Румянцевых.

## Публикации
- 25-летие восстановления Ленинградских духовных академии и семинарии // Журнал Московской Патриархии. 1971. — № 12. — С. 23-27.
- Сборник биографий обновленческих первоиерархов // Церковно-исторический вестник. — 2017/2018 — № 24-25. — С. 217—253.